# Antonio Guezuraga Besanguiz
Antonio Guezuraga Besanguiz (1919-1992) fue  ingeniero militar estadounidense que participó en diversos proyectos  de la Administración Nacional de Aeronáutica y el Espacio (NASA).
Antonio Guezuraga participó en la programa espacial Apollo y tuvo relevancia notable en la misión del Apollo XI que puso al primer humano en la luna. Aunque de nacionalidad estadounidense Antonio Guezuraga era de origen vasco. 

## Biografía
Antonio Guezuraga nació el 10 de junio de 1919 en la localidad vizcaína de Busturia en el País Vasco, España. Su padre, Lucio Guezuraga Ateca, emigró a Nueva York en 1924. En la primavera de 1936, cuando contaba con 17 años de edad,  su madre, Estefana Besanguiz Echevarria, lo mandó con su padre. Llegó a Nueva York el 29 de junio de 1936, poco antes de que se desatara la  guerra civil en España, en la que murió su hermano mayor.
En Estados Unidos conoció a  la que fue su mujer, María Uriarte, y comenzó los estudios de ingeniería marina comenzando a trabajar en la marina mercante hasta que el 9 de enero de 1941 fue alistado en el ejército de los Estados Unidos, aún sin tener la nacionalidad estadounidense que obtendría en septiembre de ese mismo año, para participar en las operaciones bélicas de la Segunda Guerra Mundial. Sirvió en la 9ª División “Old Reliables” del 39.º regimiento y en la 103.ª División “Cactus” del 411.º regimiento, con los que participó en diversas operaciones en el norte de África y Europa.
El  8 de noviembre de 1942  desembarca en Argelia donde su unidad participó activamente en el avance de la 1ª División Blindada de Estados Unidos. Seguidamente pasó a Sicilia y tras luchar en Troina se trasladó a Inglaterra para preparar el desembarco de Normandía en el que participa activamente y tras pasar por París y Bélgica participa en  septiembre de 1944 la batalla de las Ardenas para luego ser trasladado a Renania y pasar a combatir en suelo alemán. Se incorporó al 411º Regimiento de Infantería con el que llegó a Vipiteno el 4 de mayo de 1945, licenciandóse poco después, el  14 de agosto de 1945 con el rango de técnico de cuarto grado en la especialidad de mecánica de automóviles.
Una vez licenciado y de vuelta a Estados Unidos se casó con María Uriarte que, aunque nacida en Nueva York sus padres eran vascos (su padre de Abadiano y su madre de Busturia). De esa relación tuvo dos hijos, un de ellos Robert Guezuraga Uriarte. María Uriarte murió en el nacimiento de Robert  y en 1957 Antonio Guezuraga se casa con Eleonora Gregoratti. 
En marzo de 1947 y tras un breve periodo de trabajo en navieras civiles, se incorpora al  sistema de transporte de tropas del Ejército de Estados Unidos, trasladando soldados y mercancías a Alemania e Italia. En 1949  trabaja con el grado de segundo ingeniero asistente en el buque Golden Eagle que es  transferido al Área Atlántica del Servicio de Transporte Marítimo Militar. En 1952 es ingeniero jefe del buque  USNS Buckne. Tras incorporarse al  USNS Vanguard que en tras ser reformado para ser una estación de seguimiento de misiles en alta mar, se incorporó  en la serie de pruebas del Proyecto Apollo y en 1969 continuó en estas funciones. Posteriormente participó en el programa Skylab y en el proyecto de prueba estadounidense-soviético Apollo-Soyuz la primera misión espacial tripulada internacional que tuvo lugar del 15 al 24 de julio de 1975.
Su trabajo de ingeniero en el USNS Vanguard se vinculó directamente con los programas de la NASA, pasando a ser miembro de la Oficina de Naves de Instrumentación en el Centro de Vuelo Espacial Goddard, en Greenbelt, Maryland (Estados Unidos). Su participación fue reconocida por la institución cuando otorgó a Guezuraga la medalla “Silver Snoopy”  en febrero de 1970. Michael Collins, quien con Neil Armstrong y Edwin Aldrin conformó la tripulación que puso por primera vez a un ser humano en la luna, reconoció públicamente  la contribución individual Guezuraga en la misión del Apollo XI.
En 1984 se licenció de la marina y con ello dejó sus responsabilidades en los proyectos de la NASA. Se trasladó a la localidad de Brevard en  Florida, donde falleció el  10 de abril de 1992 con 72 años de edad.